# Acanthoscurria hirsutissimasterni
Acanthoscurria hirsutissimasterni là một loài nhện trong họ Theraphosidae.
Loài này thuộc chi Acanthoscurria. Acanthoscurria hirsutissimasterni được Joachim Schmidt miêu tả năm 2007.